# Куделко, Сергей Михайлович
Серге́й Миха́йлович Куде́лко (род. 15 сентября 1951, Москва) — советский и украинский учёный и общественный деятель, педагог, историк, краевед, специалист в области музейного дела, источниковед и историограф. Директор Центра краеведения имени академика П. Т. Тронько.
Кандидат исторических наук, профессор Харьковского национального университета имени В. Н. Каразина, член-корреспондент Санкт-Петербургской академии наук и искусств (2009) и ряда других академий.
Почётный гражданин Харькова (2016).

## Биография

### Первые годы
Сергей Куделко родился в Москве 15 сентября 1951 года. В 1974 году окончил исторический факультет Харьковского государственного университета имени М. Горького (ХГУ), и в этом же году стал преподавателем факультета.

### Научная и педагогическая деятельность
В 1987 году защитил в университете кандидатскую диссертацию на тему «Построение материально-технической базы социализма в СССР (промышленное производство): современная советская историография» (научный руководитель — профессор Исай Львович Шерман). В 1990 году получил звание доцента, а в 1997 году — звание профессора кафедры историографии, источниковедения и археологии ХГУ. В том же году получил звание заслуженного работника культуры Украины и стал в составе кафедры лауреатом Республиканской премии имени Дмитрия Яворницкого, присваиваемой Всеукраинским союзом краеведов.
Преподавал и продолжает преподавать в университете такие исторические дисциплины, как историография, методы и методологию исторических исследований, музееведение, историческая география, историческая антропология. Преподавал в других высших учебных заведениях Харькова: Харьковском национальном педагогическом университете имени Г. С. Сковороды, Харьковском институте культуры, Харьковском национальном университете внутренних дел, Восточноукраинском филиале Международного Соломонова университета, Херсонском государственном педагогическом университете, Харьковской духовной семинарии.
В 1999 году избран член-корреспондентом Всеукраинской академии исторических наук. Был членом специализированного учёного совета по защите диссертаций в Харьковском университете, членом редколлегии «Вестника Харьковского университета» (серия «История»). С 1995 года — заместитель редактора «Харьковского историографического сборника», член редколлегии «Харьковского библиографического словаря».
Издал более 400 научных, научно-популярных и методических работ. Работал также под псевдонимом С. Метельский и др. Под руководством Сергея Куделко защищено 13 кандидатских диссертаций.
В 1991—1995 годах и 2000—2008 годах — заместитель декана исторического факультета Харьковского университета по научной работе, в 1998—2008 годах — заместитель первого проректора Харьковского университета.

### Общественная деятельность

#### В области краеведения
С 1995 года — член правления Всеукраинского союза краеведов, член президиума правления Национального союза краеведов Украины.
С 2008 года — директор Центра краеведения Харьковского национального университета имени В. Н. Каразина. Частый гость телевизионных передач на историческую тематику, эксперт по истории Харькова.
В 2014 году избран действительным членом Змиевского научного краеведческого общества. С 2015 года — член редакционной коллегии электронного научного журнала «Змиевское краеведение» (ISSN 24137901).

#### Участие в политической жизни
Являлся одним из 37-ми подписантов «Открытого письма президенту Украины Виктору Ющенко», опубликованному во французской газете «Le Figaro». В письме, подписанном 8 сентября 2008 года во время международной научной конференции «Вторая мировая война: попытки пересмотра итогов и героизация коллаборационистов» была выражена обеспокоенность историков состоянием украинской исторической науки в период президентства Виктора Ющенко, в особенности героизацией ОУН_УПА и небезопасными играми с историей.
Входит в состав Харьковского областного комитета Социалистической партии Украины

### Сотрудничество с Харьковским городским советом
Сергей Куделко является постоянным членом различных комиссий при Харьковском городском совете: топонимической и геральдической, региональной комиссии по вопросами защиты общественной морали в Харьковской области.
В 1994—1998 годах являлся консультантом комиссии Харьковского областного совета по вопросам науки, культуры и духовности, член комиссии при Харьковском городском исполнительном комитете по вопросам присуждения творческих премий.
В 1995 году во время работы в геральдической комиссии участвовал в разработке Положения о гербе и флаге города Харькова. С 1995 года — постоянный член и ведущий консультант городской топонимической комиссии Харькова
6 июля 2016 года на заседании Харьковского городского совета Сергею Михайловичу Куделко к. и. н., профессору кафедры историографии, источниковедения и археологии, директору Центра краеведения имени академика П. Т. Тронько было присвоено звание «Почетный гражданин города Харькова».

## Награды и звания
- Лауреат премии имени Героя Советского Союза К. М. Курячего (1983)[1]
- Лауреат Всесоюзного конкурса молодых ученых и специалистов общественных наук (1985)[1]
- Лауреат премии имени К. И. Рубинского (1997)[1]
- Заслуженный работник культуры Украины (1997)[1]
- Орден «Нестора-летописца» Украинской православной церкви Московского патриархата (1999)[1]
- Знак «Отличник образования Украины» Министерства образования и науки Украины (2003)[1]
- Почетная грамота Министерства культуры и искусств Украины «За достижения в развитии культуры и искусств» (2004)[1]
- Знак «За заслуги» Болгарской академии наук (2007)[1]
- Знак Петра Могилы Министерства образования и науки Украины (2008)[1]
- Почётная грамота Кабинета Министров Украины[1]
- Почётный гражданин Харькова (2016)

## Основные публикации
- Куделко С. М. Построение материально-технической базы социализма в СССР (промышленное производство): Соврем, сов. историография: Автореф. дис…. канд. ист. наук: 07.00.02-07.00.09. — X., 1987. — 23 с — (ХГУ).
- Куделко С. М. Історія міста Харкова XX століття. — Х.: Фоліо; Золоті сторінки, 2004. — 686 с.
- Куделко С. М. История Харькова. От казачьего поселения – до крупного промышленного, культурного и научного центра. Официальный сайт Харьковского городского совета. Дата обращения: 15 марта 2013. Архивировано из оригинала 8 апреля 2013 года.

### В соавторстве
- Зайцев Б. П., Куделко С. М., Міхеєв В. К., Посохов С. I. Слобідська Україна: Короткий історико-краєзнавчий довідник. — Х., 1994.
- Вихованці Харківського університету: біобібліогр. довід. / уклад. Б. П. Зайцев, В. І. Кадєєв, С. М. Куделко та ін. — Х.: Авто-Енергія, 2004. — 250 с.
- Історіографічний словник: навч. посіб. для студ. іст. ф-тів ун-тів / С. І. Посохов, С. М. Куделко, Ю. Л. Зайцева та ін. — Х.: Східнорегіон. центр гуманіт.-освіт. ініціатив, 2004. — 320 с.
- Харківський університет в епоху реорганізації (1920—1933) / С. М. Куделко, О. Л. Рябченко // Харківський національний університет імені В. Н. Каразіна за 200 років / В. С. Бакіров, В. М. Духопельников, Б. П. Зайцев та ін. — Х., 2004. — Розд. 4. — С. 301—372.
- Василь Назарович Каразін (1773—1842) / А. Г. Болебрух , С. М. Куделко, А. В. Хрідочкін — X.: Авто-Енергія, 2005. — 336 с.
- У період пошуків нових форм вищої освіти (1920—1933 рр.) // Харківський університет — рідному місту / В. В. Кравченко, С. І. Посохов, С. М. Куделко та ін. — Х., 2004. — С. 123—140.
- Куделко С. М. История Украины: учеб. пособие для студ. / С. М. Куделко, Н. Н. Савченко, Р. И. Филиппенко. — Х.: Кортес-2001, 2008. — 248 с.
- Почесні члени Харківського університету: біобібліогр. довід. / В. І. Кадеєв, С. М. Куделко, О. С. Марченко та ін. — Х.: Тимченко А. М., 2008. — 312 с.
- Вкарбовані в літопис науки / уклад.: С. М. Куделко, А. В. Григор`єв. — Х.: ХНУ ім. В. Н. Каразіна, 2009. — 208 с.
- Куделко С. М. Харьков: хроника столетий / С. М. Куделко, Л. И. Тарасова. — Х.: Сага, 2010. — 304 с.